# .dj
‎.dj‏ دامنه اینترنتی کشور جیبوتی است.